# Cornelius Osten
Cornelius Osten (Brema, 11 febbraio 1863 – Montevideo, 6 settembre 1936) è stato un botanico tedesco.

## Biografia
Nel 1896 emigrò in Uruguay, dove lavorò con José Arechavaleta, direttore del museo di storia naturale di Montevideo. Nel 1934 fu insignito del dottorato ad honorem dell'Università di Göttingen. Il suo erbario contenente 23.000 piante fu lasciato in eredità al museo di storia naturale di Montevideo.

## Opere principali
- "Plantae Uruguayenses. 1 Pteridophyta", 1925 (con Wilhelm Gustav Franz Herter).
- Las ciperáceas del Uruguay, 1931.
- Sobre el descubrimiento de una Gunnera en el pais, 1933 (con Wilhelm Gustav Franz Herter).
- Notas sobre cactáceas.